# Florisse Adjanohoun
Florisse Adjanohoun, née en 1971, est une actrice de cinéma et autrice béninoise.
Elle reçoit un hommage pour l'ensemble de sa carrière théâtrale lors de la cérémonie officielle d'ouverture du 22e édition des Journées théâtrales de Carthage en 2021.

## Biographie

### Jeunesse
Florisse Adjanohoun est née en 1971 à Cotonou.

### Carrière
Elle commence sa carrière professionnelle théâtrale en 1984 après avoir passé par la musique et le cinéma. Elle joue sur de nombreuses prestigieuses scènes. Elle écrit les contes théâtralisés Atakoun et La rescapée qui sont joués sur plusieurs scènes nationales et internationales. Elle évolue longtemps avec le théâtre « Wassangari ». Elle écrit le conte théâtralisé Atakoun en 1998. Atakoun  est présenté sur de nombreuses scènes notamment en 1999 au 16è rendez-vous des théâtres francophones ; aux journées théâtrales de Carthage en Tunisie ; aux Rencontres théâtrale internationales du Cameroun (ReTIC), au Bénin Golden Awards . Elle écrit dans les années 2000, son autre conte théâtralisé La rescapée qui connaît un grand succès dans le monde du théâtre notamment en Afrique de l'Ouest.
Elle crée par la suite sa propre compagnie « Parole en scène ». En 2020, elle joue aux côtés de Nathalie Hounvo Yèkpè sur les scènes du Marché des Arts du Spectacle d'Abidjan (MASA) et à l'Institut Français du Bénin dans la pièce 25 Décembre écrite et mise en scène par Didier Sèdoha Nassègandé,. En 2021, elle joue  en spectacle, à l'Institut Français avec ses compagnons de scènes, Les Monologues du vagin, un texte écrit par Eve Ensler au milieu des années 90.

## Publications
- Atakoun, 1998
- La Rescapée, 2000

## Distinctions
- Prix du meilleur texte avec son conte Atakoun aux journées théâtrales de Carthage en Tunisie en 1999[2].
- Prix du meilleur spectacle avec son conte Atakoun au Bénin Golden Awards en 1999[2].
- Grand prix spécial Patrice Talon interprétation féminine à la première édition des Rencontres cinématographiques et numériques de Cotonou (Recico) en 2019[8].
- Hommage à sa carrière théâtrale de l'état tunisien en 2021[9].